# Martin Hansson (ski alpin)
Lars Martin Hansson (né le 12 mars 1975 à Frösön, en Suède) est un skieur alpin suédois qui a participé aux jeux olympiques d'hiver de 1998 et de 2006. Il est le frère cadet d'Erika Hansson.

## Palmarès
Martin Hansson est champion de Suède de slalom en 1994.